# Serra Negra (Cabo Verde)
A Serra Negra (português: [ˈsɛʁɐ ˈneɡɾɐ]) com 102,5 m de altitude, é o pico mais elevado da sul de ilha do Sal, no arquipélago de Cabo Verde.  Tem origem vulcânica e fica situado a 20 km sul de Espargos e este da Murdeira.  Este largura na 2,5 km na costa este da ilha.  O Ponta da Fragata situada-se na pes de monte. O monte encontra-se classificado como reserva natural protegida.

## Ver tambêm
- Lista de montanhas de Cabo Verde
- Áreas protegidas de Cabo Verde